# There Are No Villains
There Are No Villains è un film muto del 1921 diretto da Bayard Veiller, interpretato da Viola Dana.

## Trama
Non riuscendo a trovare le prove per incastrare George Sala, un trafficante di droga, l'agente Rosa Moreland segue la pista di John King, un ex soldato zoppo che ha incontrato nell'ufficio di Sala. Con uno stratagemma, entra nelle sue grazie e lo induce a unirsi alla gang. Rose si convince che l'uomo non c'entra niente con i traffici di Sala ma, Flint, il suo capo, non è d'accordo e sospetta anche di lei. Innamorata di King, Rose accetta di sposarlo anche pensando che in questo modo non potrà più testimoniare contro di lui, dato che la legge lo vieta. Ma, al momento delle nozze, la cerimonia viene interrotta dall'arrivo di Sala che ha scoperto la vera identità di Rose. Quando arriva anche Flint per arrestare King, quest'ultimo rivela di appartenere anche lui al servizio segreto.

## Produzione
Il film fu prodotto dalla Metro Pictures Corporation.

## Distribuzione
Distribuito dalla Metro Pictures Corporation, il film uscì nelle sale cinematografiche statunitensi il 14 novembre 1921.